# フロイド・クロスビー
フロイド・クロスビーことフロイド・デラフィールド・クロスビー（Floyd Delafield Crosby,A.S.C.、1899年12月12日 - 1985年9月30日）は、アカデミー賞を受賞したアメリカの撮影監督で、ヴァン・レンセラー家の末裔、ミュージシャンのイーサン・クロスビーとデヴィッド・クロスビーの父親。

## 生誕
クロスビーは、ジュリア・フロイド（旧姓デラフィールド）とフレデリック・ヴァン・シューンホーヴェン・クロスビーの息子としてウェスト・フィラデルフィアに生まれ育った。母方の祖母を通じ、著名なヴァン・レンセラー家の血を引く。
母方の祖父はフランシス・デラフィールド医師。母方の叔父はエドワード・ヘンリー・デラフィールド（1880-1955）。

## キャリア
そのキャリアにおいて、フロイド・クロスビーは100本以上の長編映画の撮影に携わった。1931年には、映画『タブウ』でアカデミー撮影賞を受賞。1973年、クロスビーはアメリカン・フィルム・インスティチュート主催のオーラル・ヒストリーに参加し、その一部で『タブウ』の撮影を担当した。
『真昼の決闘』（1952年）の撮影監督も務め、ゴールデングローブ賞を受賞。また、B級映画監督のロジャー・コーマンともいくつかの作品で仕事をした。
第二次世界大戦では、アメリカ陸軍航空隊の 撮影監督として飛行訓練映画を製作。彼は1946年に航空隊を去った。

## 私生活
1930年12月11日、アリフ・ヴァン・コートラント・ホワイトヘッドと結婚。彼女はジョン・ブリントン・ホワイトヘッドの娘であった。アリフとの間に二人の息子をもうけた。
- イーサン・クロスビー（1937-1997）：隠遁生活を送っていたシンガーソングライター。
- デヴィッド・クロスビー（1941-2023）、ザ・バーズとクロスビー・スティルス・ナッシュ&ヤングのメンバー。

1960年に離婚し、同年ベティ・コーマック・アンドリュースと結婚。1972年に引退し、カリフォルニア州オハイで1985年に死去。

## 作品
- 太陽の恋人クール・ワンズ（1967年）
- 火の玉レーサー（1966年）
- 爆笑!ミサイル大騒動（1965年）
- ビキニガール・ハント（1965年）
- パジャマ・パーティ（1964年）
- ビキニ・ビーチ（1964年）
- X線の眼を持つ男（1963年）
- ヤングレーサー（1963年）
- 怪談呪いの霊魂（1963年）
- 忍者と悪女（1963年）
- 赤い野獣（1963年）
- 誘拐犯を逃がすな（1963年）
- 姦婦の生き埋葬（1962年）
- 黒猫の怨霊（1962年）
- 嵐の学園（1961年）
- 恐怖の振子（1961年）
- ケンタッキー少年魂（1961年）
- アッシャー家の惨劇（1960年）
- メキシコの暴れん坊（1959年）
- 叫ぶ頭蓋骨（1959年）
- 恐怖の獣人（1958年）
- 機関銃ケリー（1958年）
- 老人と海（1958年）
- 巨大カニ怪獣の襲撃（1957年）
- 地獄谷の無法者（1957年）
- 荒野の待伏せ（1955年）
- ファイブ・ガン/あらくれ五人拳銃（1954年）
- 真昼の決闘（1952年）
- タブウ（1931年）